# Trybunał inkwizycji w Parmie
Trybunał inkwizycji w Parmie – sąd inkwizycyjny, mający swą siedzibę w Parmie, stolicy księstwa Parmy i Piacenzy (od 1545). Istniał w latach 1468–1805 (z przerwami ok. 1564–1588 i 1769–1780). Był kierowany przez dominikanów. Od drugiej połowy XVI wieku należał do struktur inkwizycji rzymskiej.

## Historia
Pierwsze wzmianki o inkwizycji w Parmie pochodzą z 1279. W mieście tym działał wówczas inkwizytor Ferrary i Bolonii Florio da Vicenza z zakonu dominikanów, który skazał na stos dwie kobiety oskarżone o przynależność do sekty katarskiej. W reakcji na te egzekucje ludność Parmy zbuntowała się i wygnała dominikanów. W odpowiedzi legat papieski, kardynał Latino Malabranca Orsini obłożył miasto interdyktem. Do ich powrotu do Parmy doszło w 1287. Wkrótce potem w Parmie działał dominikanin Manfredo da Parma, koinkwizytor okręgu bolońskiego, który w 1300 skazał na stos Gerarda Segarelliego, przywódcę sekty braci apostolskich.
Po roku 1304 Parma położona była w granicach dominikańskiej prowincji zakonnej Lombardii Dolnej i tworzyła wspólny okręg inkwizytorski razem z Mantuą. Cztery lata później, w związku z procesem templariuszy, odnotowano pierwszego inkwizytora mianowanego specjalnie dla tego okręgu – został nim dominikanin Egidio Prosperi. Dopiero w 1468 generał zakonu dominikanów Martial Auribelli rozdzielił okręgi Mantui i Parmy i utworzył samodzielny trybunał z siedzibą w Parmie, podporządkowując mu okręg Reggio nell’Emilia, będący dotąd wikariatem trybunału w Ferrarze. Krok ten był wbrew ówczesnym tendencjom, by granice okręgów inkwizytorskich pokrywały się z granicami politycznymi. Parma należała wówczas do księstwa Mediolanu, rządzonego przez dynastię Sforzów, a Reggio do księstwa Ferrary, rządzonego przez dynastię Este.
Konwent dominikański w Parmie, będący siedzibą trybunału, na przełomie XV i XVI wieku przechodził głęboki kryzys. Braci zakonnych było niewielu i nie cieszyli się oni dobrą opinią. W rezultacie w 1507 generał zakonu Jean Clérée zadecydował o wyłączeniu konwentu spod władzy prowincjała Lombardii Dolnej i przekazaniu go zakonnikom ze zreformowanej Kongregacji Lombardzkiej, będącej autonomiczną strukturą w zakonie dominikańskim. Od tego momentu obsada urzędu inkwizytorskiego w Parmie przeszła w ręce dominikanów z tej Kongregacji, przekształconej w 1531 w regularną prowincję Obojga Lombardii. Zmiana ta oznaczała znaczną intensyfikację działań inkwizycyjnych w okręgu parmeńskim. W 1510 w Parmie na podstawie wyroku inkwizytora Antonio da Casale spalono żywcem na stosie rzekomą czarownicę, co miejscowe kroniki odnotowały jako wydarzenie niemające precedensu w pamięci żyjących. Jeden z jego następców, Girolamo Armellini da Faenza, przewodniczył masowym procesom o czary w niewielkim księstwie Mirandola w 1522–1524.
W 1542 papież Paweł III utworzył w Rzymie Kongregację Rzymskiej i Powszechnej Inkwizycji, będącej organem Kurii Rzymskiej kierującym działalnością inkwizycji we Włoszech. Trzy lata później ten sam papież oddał w ręce swego rodu ziemie wokół Parmy i Piacenzy, tworząc Księstwo Parmy i Piacenzy. Niedługo potem władze kościelne zdecydowały, że w księstwie tym powinien działać tylko jeden trybunał inkwizycyjny, obejmujący swą jurysdykcją cały jego obszar. Na jego siedzibę obrano Piacenzę. W rezultacie trybunał parmeński został wówczas rozwiązany. Sama Parma przeszła pod jurysdykcje inkwizytora Piacenzy (1564), a Reggio już w 1563 powróciło pod władzę inkwizytora Ferrary.
Ponowne utworzenie trybunału w Parmie nastąpiło 1 października 1588. W ciągu następnych dziesięciu lat doprecyzowano granice podległego mu okręgu i utworzono w jego obrębach tzw. wikariaty rejonowe, czyli mniejsze okręgi nadzorowane przez wikariuszy inkwizytora. W tej formie inkwizycja działała w Parmie do końca panowania dynastii Farnese w XVIII wieku. W 1640 z wyroku inkwizycji stracono w Parmie dwie osoby oskarżone o świętokradztwo.
Po wygaśnięciu dynastii Farnese w 1731 władza w księstwie przeszła ostatecznie w ręce francuskiej dynastii Burbonów. Panujący od 1765 książę Ferdynand I Parmeński początkowo sprzyjał ideom oświeceniowym, a jego premierem był Francuz Guillaume Du Tillot, który przeprowadził w kraju wiele reform, m.in. w 1767 zniósł przywileje podatkowe crocesignati, czyli świeckich stowarzyszeń udzielających inkwizycji wsparcia materialnego. 27 lutego 1769 roku zmarł inkwizytor Parmy Pietro Martire Cassio i jeszcze tego samego dnia rząd wydał dekret o formalnym zniesieniu inkwizycji w księstwie. Jednak już w 1771 roku wskutek intryg dworskich doszło do wygnania Tillota, a władzę przejęła frakcja konserwatywna, związana z księżną Marią Amalią Habsburg. 29 lipca 1780 roku doszło do podpisania konkordatu między księciem Ferdynandem I a Stolicą Apostolską i w rezultacie 2 sierpnia 1780 roku trybunały w Parmie i Piacenzy zostały ponownie powołane do życia. Trwałe zniesienie inkwizycji nastąpiło dopiero po śmierci Ferdynanda I i okupacji księstwa przez wojska francuskie. Ostatni inkwizytor Parmy Vincenzo Passerini zrezygnował w kwietniu 1803, a 3 czerwca 1805 roku skasowane zostały konwenty dominikańskie w Parmie i Piacenzy, będące siedzibami inkwizycji.

## Organizacja
Siedziba trybunału znajdowała się w konwencie S. Pietro Martire w Parmie. Podlegały mu diecezje Parmy i Borgo San Donnino. Obszar tych diecezji podzielony był na tzw. wikariaty rejonowe, na czele których stali zastępcy inkwizytora tytułowani jako wikariusze rejonowi. Było ich łącznie 27: Berceto, Calestano, Ciano, Colorno, Corniglio, Monchio, Fontanellato, Fornovo, Langhirano, Santa Maria del Piano, Medesano, Poviglio, Sasso, San Secondo, Senzani, Sissa, Soragna, Sorbolo, Tizzano, Valle dei Cavalieri, Borgo San Donnino, Busseto, Contignaco, Zibello, Monticelli, Guastalla, Luzzara. Inkwizytora wspierało materialnie świeckie Bractwo Krzyża Świętego (tzw. crocesignati).

## Lista inkwizytorów

### 1468–1564
- Vincenzo Pessoti da Parma OP (1468–1477)[10]
- Niccolò Bonini da Reggio OP (1477–1490)[10]
- Giovanni da Treviso OP (1490–1491)[10]
- Niccolò Bonini da Reggio OP [po raz drugi] (1491–1505)[10]
- Maffeo di Galvano da Parma OP (1505–1507)[10]
- Tommaso da Vigevano OP (1507–1508)[10]
- Antonio Natta da Casale OP (1508–1512)[10]
- Donato da Brescia OP (1512–1517)[10]
- Modesto Scrofa da Vicenza OP (1517–1519)[10]
- Girolamo Armellini da Faenza OP (1519–1531?)[10][11]
- Angelo Mirabino da Faenza OP (1533?–1540)
- Tommaso dalla Negra da Vicenza OP (1540–1559)[11][12]
- Girolamo Volta da Mantova OP (1559–1563)
- Felice Piazza da Colorno OP (1563–1564)

Około 1564 okręg Parmy połączono z Piacenzą. Ponownie rozdzielono je w 1588.

### 1588–1769
- Vincenzo Ranuccini da Bologna OP (1588–1589)
- Arcangelo Mancafola da Asolo OP (1590–1591)
- Nicola Gionchi da Bertinoro OP (1591–1595)
- Daniele Robert da Pizzighettonei OP (1595–1596)
- Agapito Cortereggia da Bergamo OP (1596–1604)
- Giovanni Maria Arrighi da Soncino OP (1604–1623)
- Bendetto Arcati da Bistagno OP (1623–1631)
- Giacinto Poggi da Genova OP (1631–1634)
- Ambrogio Ruggeri da Taggia OP (1634–1635)
- Tommaso Pietrobelli da Camerano OP (1635–1640)
- Stefano Boido da Castellacio OP (1640–1652)
- Pietro Martire Bonacci da Raggiato OP (1652–1660)
- Agostino Recuperati da Brisighella OP (1661–1665)
- Giovanni Michele Bergamaschi OP (1665–1670)
- Michelangelo Graziani da Cotignola OP (1671–1677)
- Vincenzo Salici da Brescia OP (1677–1680)
- Tommaso Menghini da Albacina OP (1680–1682)
- Giovanni Carlo Falconi da Fermo OP (1682–1695)
- Tommaso Cleri da Verdun OP (1695–1698)
- Cipriano Minuti da Cremona OP (1698)
- Giovanni Battista Pichi da Ancona OP (1699–1708)
- Angelo Michele Nanni OP (1708–1709)
- Tommaso Maria Gennari da Chioggia OP (1709–1710)
- Vincenzo Maria Mazzoleni da Bergamo OP (1710–1718)
- Giuseppe Maria Galli da Como OP (1718–1728)
- Antonino Pozzoli da Lodi OP (1728–1733)
- Giovanni Domenico Liboni da Ferrara OP (1733–1738)
- Giovanni Andrea Passano OP (1738)
- Umberto Maria Viali da Taggia OP (1738–1739)
- Giacinto Maria Longhi OP (1739–1754?)
- Pietro Martire Cassio OP (1754–1769)

W 1769 trybunał został zniesiony, ale w 1780 wznowiono jego działalność.

### 1780–1805
- Vincenzo Giuliano Mozani OP (1780–1798)
- Gaetano Galli OP (1798–1802)
- Vincenzo Passerini OP (1802–1803)